# استیلول (اکلاهما)
استیلول(به انگلیسی: Stilwell) شهری در ایالت اکلاهما کشور ایالات متحده آمریکا است که جمعیت آن در سرشماری سال ۲۰۱۰ میلادی، ۳٬۹۴۹ نفر بوده‌است.